# Julio Prieto Nespereira
Julio Prieto Nespereira (Orense, 7 de diciembre de 1896-Madrid, 5 de agosto de 1991) fue un pintor y grabador español. Consiguió varios premios nacionales como la medalla Nacional de Bellas Artes (1932), o el premio Duque de Alba en el concurso nacional organizado por el Círculo de Bellas Artes de Madrid (1934). Es también medalla de oro al Mérito en Bellas Artes (1974)  y medalla de oro de Galicia (1991). El Museo de Pontevedra tiene obra suya. 

## Biografía

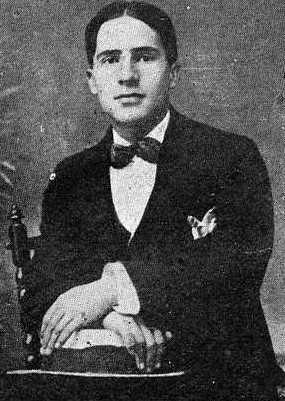
Julio Prieto Nespereira en 1917.

En el año 1917 se trasladó a Madrid para estudiar pintura con el entonces director del Museo del Prado: Álvarez de Sotomayor. Mantuvo esta colaboración hasta el año 1921. Escribió en algunas revistas gallegas como «Alfar» y «Nós». En 1928 cruzó el Atlántico para visitar Buenos Aires y Montevideo, donde expuso su obra. A su regreso a España fundó la agrupación de grabadores «Los veinticuatro».
En 1932 es elegido presidente de la Agrupación Española de Artistas Grabadores.
Tuvo competencias restauradoras del patrimonio español durante la Guerra Civil, junto con Ramón Stolz Viciano, y el arquitecto del Museo del Prado José Lino Vaamonde. En 1968 es nombrado del Museo Nacional de Arte Contemporáneo y Sistemas de Estampación. Los últimos años de su vida los pasó organizando exposiciones de sus grabados. 